# Étoile de Bessèges
Der Étoile de Bessèges (dt. Stern von Bessèges) ist ein jährlich im Februar stattfindendes französisches Straßenradrennen am östlichen Rand der Cevennen in der Umgebung von Bessèges.
Das Rennen wurde 1971 erstmals als Eintagesrennen unter dem Namen Grand Prix Bessèges ausgetragen. Im Jahr 1974 wurde die Veranstaltung in Étoile de Bessèges umbenannt und war eine Rennserie von fünf Eintagesrennen. Seit 1979 wird das Rennen als meist drei- bis viertägiges Etappenrennen ausgetragen. Der relativ flache Kurs mit kurzen Einzelzeitfahren bevorzugte dabei oft die Sprinter.
Seit 2005 gehört der Étoile de Bessèges zur UCI Europe Tour und ist in die Kategorie 2.1 eingestuft. Er verlor in den nächsten Jahren durch die neu im internationalen Kalender geführten Rennen in Australien und er arabischen Halbinsel zunehmend an Bedeutung. Nach einer Zuwendungskürzung lokaler Behörden war die Austragung des Jahres 2019 gefährdet, bevor die Ankündigung einer Übertragung durch L’Équipe-TV, dem Sportsender der Amaury Sport Organisation, Sponsoren anzog. Nachdem der Gründer des Rennens Roland Fangile Ende 2020 an COVID-19 erkrankte und darum bat, das Rennen ausfallen zu lassen, um die Gefährdung von Helfern zu vermeiden, war die Austragung 2021 wiederum fraglich, bis seine Tochter, Claudine Alègre-Fangile, von ihren Kindern überzeugt wurde, die Organisation zu übernehmen. Der Etoile 2021 wurde wegen des Ausfalls zahlreicher anderer Rennen infolge der COVID-19-Pandemie eine der bestbesetzten Austragungen. Die Ausgabe 2025 machte eher negative Schlagzeilen; nachdem an zwei aufeinanderfolgenden Tagen Autos auf die eigentlich für das Rennen geschlossene Strecke gelangt waren und für Beinahe-Unfälle gesorgt hatten, zogen sich eine Reihe von Teams aus dem Rennen zurück.

## Sieger
| Jahr | Sieger               | Zweiter                 | Dritter                    |
| ---- | -------------------- | ----------------------- | -------------------------- |
| 1971 | Jean-Luc Molineris   | René Grelin             | Barry Hoban                |
| 1972 | Jean-Luc Molineris   | Guy Maingon             | Daniel Van Ryckeghem       |
| 1973 | Robert Mintkiewicz   | Serge Lapébie           | Bernard Masson             |
| 1974 | Jacques Esclassan    | Gerrie Knetemann        | Charles Rouxel             |
| 1975 | Patrick Béon         | Charles Rouxel          | Patrick Perret             |
| 1976 | Maurice Le Guilloux  | Bernard Labourdette     | Guy Dolhats                |
| 1977 | Willy Planckaert     | Serge Vandaele          | Sean Kelly                 |
| 1978 | Dietrich Thurau      | Leo van Vliet           | Guido Van Sweevelt         |
| 1979 | Jacques Michaud      | Ferdi Van Den Haute     | Christian Levavasseur      |
| 1980 | Franky De Gendt      | Jean-Louis Gauthier     | Wladimiro Panizza          |
| 1981 | Jan Raas             | Régis Clère             | Frank Hoste                |
| 1982 | Cees Priem           | Leo van Vliet           | Patrick Bonnet             |
| 1983 | Bert Oosterbosch     | Gilbert Glaus           | Gerrie Knetemann           |
| 1984 | Eddy Planckaert      | Jos Lammertink          | Jean-Luc Vandenbroucke     |
| 1985 | Guy Nulens           | Jean-Claude Leclercq    | Steven Rooks               |
| 1986 | Niki Rüttimann       | Marc Sergeant           | Kim Andersen               |
| 1987 | Ronan Pensec         | Laurent Fignon          | Guido Winterberg           |
| 1988 | Adrie van der Poel   | Régis Simon             | Søren Lilholt              |
| 1989 | Etienne De Wilde     | Teun van Vliet          | Frans Maassen              |
| 1990 | Frans Maassen        | Michel Vermote          | Henri Manders              |
| 1991 | Ad Wijnands          | Stephan Joho            | Frans Maassen              |
| 1992 | Beat Zberg           | Danny Nelissen          | Ronan Pensec               |
| 1993 | Armand de Las Cuevas | Jean-Pierre Heynderickx | Charly Mottet              |
| 1994 | Jean-Paul van Poppel | Christophe Leroscouet   | Christian Chaubet          |
| 1995 | Serhij Uschakow      | Andreï Tchmil           | François Simon             |
| 1996 | Ján Svorada          | Wilfried Nelissen       | Fabio Baldato              |
| 1997 | Patrice Halgand      | Zbigniew Spruch         | Bruno Boscardin            |
| 1998 | Jo Planckaert        | Alberto Elli            | Philippe Gaumont           |
| 1999 | David Lefèvre        | Jens Voigt              | Andreï Tchmil              |
| 2000 | Jo Planckaert        | Jaan Kirsipuu           | Chris Peers                |
| 2001 | Niko Eeckhout        | Damien Nazon            | Ján Svorada                |
| 2002 | Robbie McEwen        | Andrea Ferrigato        | Lorenzo Bernucci           |
| 2003 | Fabio Baldato        | Michael Skelde          | Franck Bouyer              |
| 2004 | Laurent Brochard     | Sylvain Calzati         | Joseba Zubeldia            |
| 2005 | Freddy Bichot        | Maxime Monfort          | Arnaud Labbe               |
| 2006 | Frederik Willems     | Preben Van Hecke        | Thomas Voeckler            |
| 2007 | Nick Nuyens          | Wassil Kiryjenka        | Preben Van Hecke           |
| 2008 | Juri Trofimow        | Gianni Meersman         | Pierrick Fédrigo           |
| 2009 | Thomas Voeckler      | Jure Kocjan             | Juri Trofimow              |
| 2010 | Samuel Dumoulin      | Matthieu Ladagnous      | Pieter Ghyllebert          |
| 2011 | Anthony Ravard       | Marco Marcato           | Johnny Hoogerland          |
| 2012 | Jérôme Coppel        | Franck Vermeulen        | Rein Taaramäe              |
| 2013 | Jonathan Hivert      | Jérôme Cousin           | Anthony Roux               |
| 2014 | Tobias Ludvigsson    | Jérôme Coppel           | John Degenkolb             |
| 2015 | Bob Jungels          | Tony Gallopin           | Kris Boeckmans             |
| 2016 | Jérôme Coppel        | Tony Gallopin           | Thibaut Pinot              |
| 2017 | Lilian Calmejane     | Tony Gallopin           | Mads Würtz Schmidt         |
| 2018 | Tony Gallopin        | Christophe Laporte      | Yoann Paillot              |
| 2019 | Christophe Laporte   | Tobias Ludvigsson       | Jimmy Janssens             |
| 2020 | Benoît Cosnefroy     | Alberto Bettiol         | Alexys Brunel              |
| 2021 | Tim Wellens          | Michał Kwiatkowski      | Nils Politt                |
| 2022 | Benjamin Thomas      | Alberto Bettiol         | Tobias Halland Johannessen |
| 2023 | Neilson Powless      | Mattias Skjelmose       | Pierre Latour              |
| 2024 | Mads Pedersen        | Kévin Vauquelin         | Alberto Bettiol            |
| 2025 | Kévin Vauquelin      | Dylan Teuns             | Kevin Geniets              |